# Romániai magyar könyvsorozatok
Sorozatok olvasók és könyvkiadók által egyaránt kedvelt könyvtípus, amelybe a kiadó valamely tematika vagy olvasóréteg ízlésének, igényének, olvasói elvárásának megfelelően foglal bele – hosszabb időintervallumban megjelenő (vagy arra tervezett) – kiadványokat. Ezeknek az olvasó figyelmének felkeltésére a tipográfiai megtervezése és nyomdai kivitelezése is egységes; a könyvtervező gyakran alkalmaz megkülönböztető emblémát is.

## Sorozatok a romániai magyar könyvkiadásban
A romániai magyar könyvkiadásban a két világháború közötti időszak legismertebb sorozatát az Erdélyi Szépmíves Céh jelentette meg: ezt emblémájával együtt Kós Károlytervezte, s a kiadó teljes könyvtermését magába foglalta. Kötészetileg azonban több változatban is könyvárusi forgalomba kerültek kötetei: külön az amatőr előfizetőknek (kemény táblás, bőrsarkú kötésben), külön a kispénzű nagyközönségnek (fűzve, betűs külső borítóval). Az ESZC 10 éves évfordulójára az addigi kiadványokból válogatott sorozatkiadás is készült (keménytáblás, barna vászonkötésben), s saját tervezés szerinti kivitelben a magyarországi olvasóközönség számára (fehér abaposztókötésben).
Ismert és kedvelt volt az Irodalmi Könyvkiadó 1961-ben indított sorozata, a Romániai Magyar Írók, amelynek az illető író monogrambetűiből kialakított címlapjait Deák Ferenc tervezte, ezzel sugallva a könyvvásárlónak a kiadó és a tervező szándéka szerint az egyes írók egymás után megjelenő könyveinek belső egységét. A borítóalakításnak ezt a koncepcióját a Kriterion Könyvkiadó is megőrizte, s csak 1990 után tért át egy, az író arcképét a borítón felhasználó könyvtípusra. Igen népszerűek voltak az Irodalmi Könyvkiadó más sorozatai is, a Kriterion által folytatott Téka sorozat, valamint a Horizont, amelybe a világirodalom klasszikus és kortárs művei kerültek. Ennek – időben többször is változó – koncepcióját is Deák Ferenc alakította ki, az egyes címlapokat viszont, valamely grafika vagy montázs felhasználásával, külső könyvtervezők készítették.
Képzőművészeti alkotásokat használt egy egységes borítókoncepción belül Unipan Helga is a Polis Könyvkiadó Remekírók Diákkönyvtára sorozatának megtervezésénél.
Egyszerű nyomdai betűszedéssel kialakított, de egységes címlapja volt évtizedeken keresztül az EME kiadásában megjelent Erdélyi Tudományos Füzeteknek, amelynek borítóterve csak az 1990-es évek közepén változott, megőrizve azonban – egy betűs címlaphoz rendelt fotó vagy reprodukció felhasználásával – az egységet.
Bizonyos egység-sugalló igény azoknál a sorozatoknál is mutatkozik, amelyek a körülmények miatt csak rövid életűek lehettek: így az Erdélyi Szemle kiadásában 1928-tól megjelent, legnagyobbrészt S. Nagy László könyveit tartalmazó Élő Erdély, a Nagyváradon 1925–26-ban kiadott sorozat, Az Én Könyvtáram, benne Benedek Elek, Berde Mária és Szondy György gyermekeknek szánt novelláival, vagy a Föbusz kiadásában Aradon 1922-ben megjelentetett, 12 kötetet megért Erdélyi Könyvtár, amelyben Nagy Dánielnek egy regénye és egy novelláskötete mellett Krúdy Gyulának A nővadász című (elfelejtett) regénye is megjelent.